# Laurence Auer
Laurence Auer (* 26. August 1959 in Genf) ist eine französische Diplomatin. Sie ist seit 2023 die französische Botschafterin in Griechenland.

## Leben
Sie studierte am Institut d’études politiques d’Aix-en-Provence und mit einem Fulbright-Stipendium an der University of California, Berkeley. Abschlüsse hat sie in Politikwissenschaften, Arabischer Sprache und Englischer Literatur, postgraduiert studierte sie Nahost-Studien.

## Diplomatischer Werdegang
1984 begann sie im französischen Ministerium für Kultur und Kommunikation, wechselte 1985 in die Entwicklungsabteilung des Ministeriums für auswärtige Angelegenheiten und internationale Entwicklung. 1986 war sie in der Konferenz der Vereinten Nationen für Handel und Entwicklung eingesetzt, 1988 im Kabinett des Staatssekretärs im Umweltministerium zu Zeiten des Umweltministers Brice Lalonde (PSU). Von 1991 bis 1995 war sie Botschaftsrätin in der Ständigen Vertretung Frankreichs bei den Vereinten Nationen unter dem ständigen Vertreter Jean-Bernard Mérimée, 1995 bis 1999 Hauptverwaltungsrätin der Union-für-den-Mittelmeerraum-Abteilung der Europäischen Kommission. Dort war sie zum Beispiel zuständig für das Follow up des Barcelona-Prozesses. Von Juni 1999 bis September 2000 war sie Pressesprecherin für Kommunalpolitik und die Konferenz der Vertreter der Regierungen der Mitgliedstaaten der Europäischen Union (IGC) bei der Europäischen Kommission in Brüssel, von September 2000 bis Mai 2002 stellvertretende Pressesprecherin des französischen Außenministeriums unter Außenminister Hubert Védrine (PS) und von Juni 2002 bis August 2003 technische Beraterin im Außenministerium unter Außenminister Dominique de Villepin (UMP). Von Juni 2003 bis September 2006 war sie stellvertretende Pressesprecherin beim französischen Staatspräsidenten Jacques Chirac (zuerst unter der damaligen Pressesprecherin Catherine Colonna, später unter Jérôme Bonnafont).
Von September 2006 bis September 2010 war sie Direktorin des Institut français in London und Kulturbotschaftsrätin an der französischen Botschaft dort. Generalsekretärin des gesamten Kulturinstitutes war sie von September 2010 bis Januar 2013 in Paris.
Im November 2012 wurde sie zur französischen Botschafterin in Skopje ernannt. Die Position trat sie im Januar 2013 als Nachfolgerin von Jean-Claude Schlumberger an. In Nordmazedonien war sie bis 2016. Von Oktober 2020 bis Juli 2023 war Laurence Auer Botschafterin in Bukarest. Seit dem 1. August 2023 ist Laurence Auer als Nachfolgerin von Patrick Maisonnave Botschafterin in Athen.

## Auszeichnungen
- Chevalier (Ritter) des Ordre national du Mérite
- Chevalier des Ordre des Arts et des Lettres
- Chevalier der Ehrenlegion
- Kommandeur des Sterns von Rumänien